# 海風のブレイブ
「海風のブレイブ」（うみかぜのブレイブ）は、fumikaの楽曲。志倉千代丸が作詞・作曲を手掛けた。fumikaの5枚目のシングルとして2012年11月7日にアリオラジャパンから発売された。

## 解説
2012年第3弾シングルであるが、前々作「隣にいたかった feat. WISE」・前作「その声消えないよ feat. Sunya」を含む「涙ソング」3部作には含まれない。
タイトル曲は、タイアップ作品となるテレビアニメ『ROBOTICS;NOTES』のゲーム版原案を担当した志倉千代丸のプロデュース楽曲。fumikaの楽曲としては、デビュー曲「アオイトリ」以来となるアニメソングである。
2012年12月末までの期間限定生産盤と通常盤の2種類で販売。期間限定生産盤は『ROBOTICS;NOTES』キャラクター書き下ろしジャケット＋特典付きスペシャルパッケージ仕様となっている。

## 収録曲
1. 海風のブレイブ (4:00)
  - 作詞/作曲：志倉千代丸 編曲：酒井ミキオ
  - フジテレビ系「ノイタミナ」枠テレビアニメ『ROBOTICS;NOTES』エンディングテーマ。
  - fumikaの楽曲としては初めて、音楽クリエイターチーム・agehaspringsメンバー以外の人物が製作した楽曲である[注 1]。
2. 時を越えて (5:55)
  - 作詞：fumika/Jane Su 作曲：飛内将大 編曲：玉井健二/釣俊輔
  - ベルリン国立美術館展（福岡展）CMソング。
3. 海風のブレイブ (TVアニメエンディングサイズ) (1:35)
  - 『ROBOTICS;NOTES』エンディングテーマとして実際に流されているショートバージョン。
4. 海風のブレイブ (off vocal) (3:58)

## 収録アルバム
| 曲名           | アルバム       | 発売日       | 備考 |
| -------------- | -------------- | ------------ | ---- |
| 海風のブレイブ | 『POP SISTER』 | 2013年2月6日 |      |
| 時を越えて     | 『POP SISTER』 | 2013年2月6日 |      |